# Shimokita-Hantō-Quasi-Nationalpark
Der Shimokita-Hantō-Quasi-Nationalpark (japanisch 下北半島国定公園, Shimokita-hantō Kokutei Kōen) ist ein japanischer Quasi-Nationalpark in der Präfektur Aomori. Der am 22. Juli 1968 gegründete Park erstreckt sich über eine Fläche von 18.728 ha. Mit der IUCN-Kategorie V ist das Parkgebiet als Geschützte Landschaft/Geschütztes Marines Gebiet klassifiziert. Die Präfektur Aomori ist für die Verwaltung des Parks zuständig.